# Roggow (Polzow)
Roggow ist ein Ortsteil der Gemeinde Polzow im Landkreis Vorpommern-Greifswald im Bundesland Mecklenburg-Vorpommern.

## Geographische Lage
Der kleine Ort Roggow liegt zwei Kilometer südlich von Polzow – einem Ort an der Bundesstraße 104 – sowie vier Kilometer östlich von Pasewalk.
Einen halben Kilometer nordöstlich von Roggow befindet sich das etwa 0,5 Hektar große Gewässer Fennbruch.

## Geschichte
Der Ort wurde 1311 erstmals urkundlich erwähnt und im Landbuch der Mark Brandenburg von 1375 verzeichnet. Die Ortsbezeichnung variierte in den Jahrhunderten von Rockow bis Raackow. Vor 1311 gehörte der Ort zu den Besitzungen des pommerschen Adelsgeschlechts derer von Lindstedt und war von 1311 bis 1382 im Besitz derer von Schwanebeck, ehe Roggow 1382 vom St. Georgs Hospital in Pasewalk gekauft wurde und bis 1713 in deren Besitz blieb. Von 1713 bis 1872 gehörte es zu den Güter derer von Wedell zu Göritz und Malchow. Roggow gehörte bis 1849 zudem zum Patrimonialgericht Göritz und von 1879 bis 1952 zum Amtsgerichtsbezirk Brüssow.
Roggow war ursprünglich ein uckermärkisches Dorf und gehörte zur Mark Brandenburg. Mit der im Jahr 1818 im Königreich Preußen durchgeführten grundlegenden Verwaltungsreform, mit der Neuorganisation der Provinzen, Regierungsbezirke und Kreise, gehörte Roggow so dann auch von 1818 bis 1950 zum Landkreis Prenzlau im Regierungsbezirk Potsdam in der preußischen Provinz Brandenburg. Erst mit der DDR-Kreisreform 1950 wurde es dann dem neu gebildeten (vorpommerschen) Kreis Pasewalk im Land Mecklenburg zugeschlagen. Am 1. Januar 1951 wurde Roggow nach Polzow eingemeindet. Durch die im Juli 1952 durchgeführte Auflösung der Länder und Bildung der Bezirke in der DDR gehörte Roggow mit dem Kreis Pasewalk nun bis ins Jahr 1990 zum Bezirk Neubrandenburg.
Im Jahr 1990 entstand mit der Deutschen Wiedervereinigung das Land Mecklenburg-Vorpommern nach 1945 zum zweiten Mal neu. Durch die Kreisgebietsreform in Mecklenburg-Vorpommern von 1994 wurden aus den drei DDR-Kreisen Pasewalk, Ueckermünde und Strasburg der neue Landkreis Uecker-Randow gebildet, dem Roggow bis 2011 angehörte. Durch eine erneute Kreisgebietsreform in Mecklenburg-Vorpommern im Jahr 2011 gehört Roggow seitdem zum neu gebildeten Landkreis Vorpommern-Greifswald.

### Einwohnerentwicklung
| Jahr | Einwohner | Quelle |
| ---- | --------- | ------ |
| 1734 | 78        | [ 1 ]  |
| 1774 | 67        | [ 1 ]  |
| 1801 | 63        | [ 1 ]  |
| 1817 | 62        | [ 1 ]  |
| 1840 | 121       | [ 1 ]  |
| 1858 | 123       | [ 1 ]  |
| 1895 | 90        | [ 1 ]  |
| 1910 | 74        | [ 2 ]  |
| 1925 | 85        | [ 1 ]  |
| 1933 | 84        | [ 3 ]  |
| 1939 | 80        | [ 3 ]  |
| 1946 | 113       | [ 1 ]  |

## Religion
Katholische Kirchenglieder, die in Roggow wohnen, sind in die Pfarrei St. Otto Pasewalk-Strasburg-Viereck integriert, die Teil des Dekanats Vorpommern im Erzbistum Berlin ist.

## Sehenswürdigkeiten
Sehenswert ist die 1850 im spätklassizistischen Stil erbaute Dorfkirche Roggow.